# Route de la Reine
La route de la Reine est une voie de communication située à Boulogne-Billancourt.

## Situation et accès
La route de la Reine, axe rectiligne orienté ouest-est, commence son tracé au rond-point Rhin-et-Danube (anciennement rond-point de la Reine), où elle est desservie par la station de métro Boulogne - Pont de Saint-Cloud sur la ligne 10 du métro de Paris.
Elle rencontre notamment le boulevard Jean-Jaurès et l'avenue Victor-Hugo.
Elle se termine, à l'est, à l'avenue de la Porte-de-Saint-Cloud, où se trouve la station Porte de Saint-Cloud sur la ligne 9.

## Origine du nom
Cette route tient son nom de l'acquisition du château de Saint-Cloud par la reine Marie-Antoinette, en 1785. Elle fut tracée afin d'emprunter une route plus directe pour s'y rendre.

## Historique

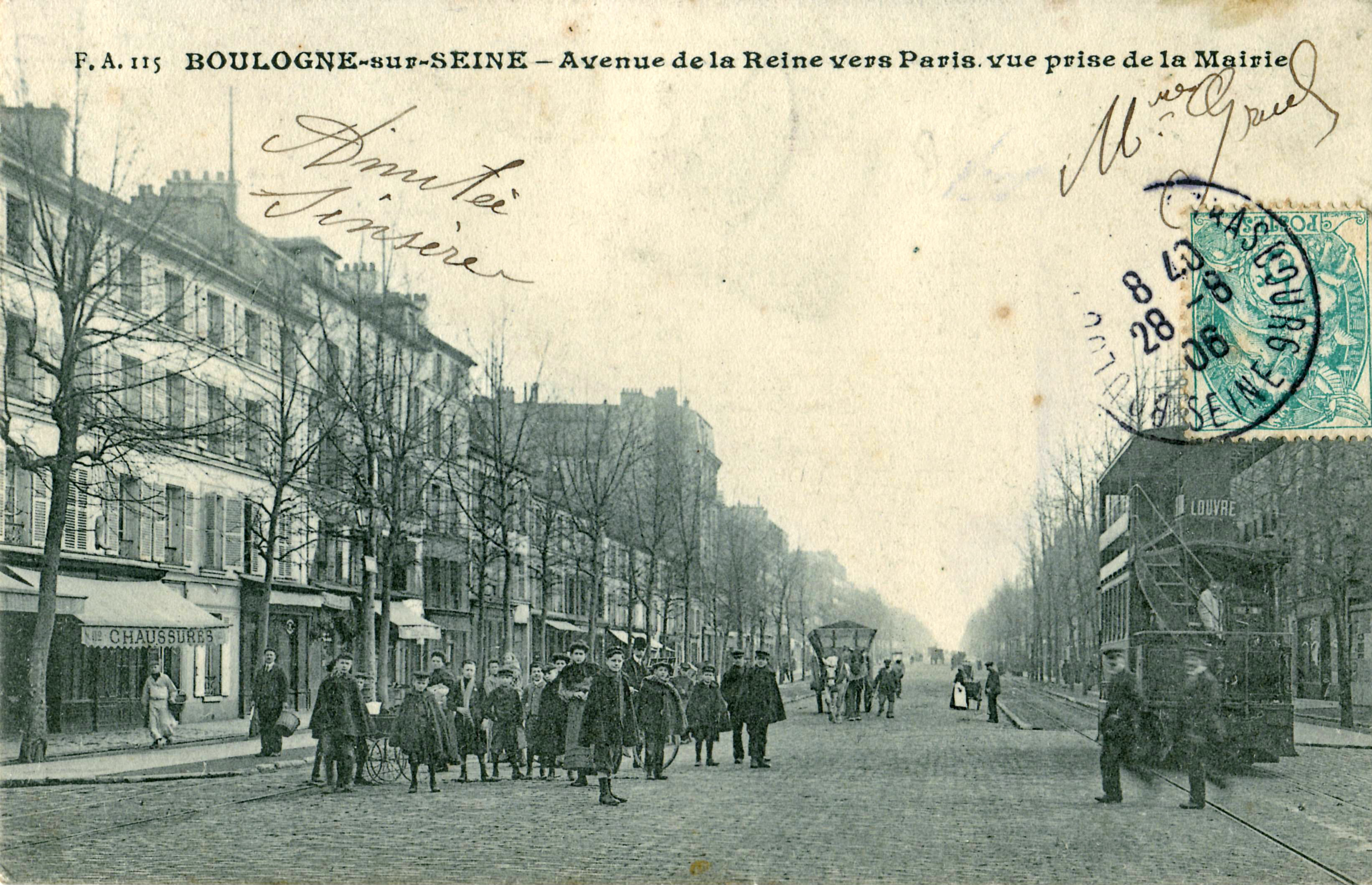
Avenue de la Reine vers Paris, vue prise de l'ancienne mairie.

Elle s'est appelée aussi « avenue de la Reine ».
La route de la Reine est le sujet d'un des clichés de la série photographique 6 mètres avant Paris, réalisée en 1971 par Eustachy Kossakowski.

## Bâtiments remarquables et lieux de mémoire
- Musée départemental Albert-Kahn.
- Ancienne mairie de Boulogne-Billancourt, aujourd'hui occupée par la Communauté Chrétienne du Point du Jour[6].
- Edmé-Marie Foncier, joailler de l'impératice Joséphine de Beauharnais, y possédait une maison.
- Square Léon-Blum.
- Jardin de la Belle-Feuille.
- Cimetière de l'Ouest, dit ancien cimetière, ouvert en 1860.
- Jardin de la Porte-de-Saint-Cloud et square Roger-Coquoin
- Le 8 octobre 1975, l'attaché militaire adjoint à l'ambassade d'Espagne en France Bartolomé Garcia Plata-Valle est victime d'un attentat qui le blesse grièvement, organisé par des membres de la brigade internationale Juan Paredes Manot route de la Reine, devant son domicile[7].